# Leticia Ramos-Shahani
Leticia Ramos-Shahani (Lingayen, 30 september 1929 -  Taguig, 20 maart 2017) was een Filipijns diplomaat en politicus. Ramos-Shahani was van 1987 tot 1998 lid van de Filipijnse Senaat.
Ramos-Shahani was een jongere zus van voormalig Filipijns president Fidel Ramos.

## Biografie
Leticia Ramos-Shahani werd geboren op 30 september 1929 als dochter van Narciso Ramos en diens eerste vrouw Angela Valdes. Leticia had nog een oudere broer Fidel en een jongere zus Gloria. Op 16-jarige leeftijd vertrok ze met haar familie naar de Amerikaanse hoofdstad Washington D.C., waar haar vader de tweede man op de Filipijnse ambassade werd. Ze behaalde in 1951 een Bachelor of Arts-diploma aan het Wellesley College in Massachusetts en in 1954 een Master-diploma Vergelijkende Literatuurwetenschap aan de Columbia University in New York. 
Na het behalen van haar masteropleiding werkte ze van 1954 tot 1957 als docente aan de University of the Philippines, waarna ze met een beurs van de Franse overheid promoveerde in Parijs. Na het behalen van haar doctor-titel Vergelijkende Literatuurwetenschappen aan Universiteit van Parijs keerde ze in 1961 terug naar de Verenigde Staten waar ze trouwde met haar verloofde Ranjee Shahani. In de VS doceerde ze van 1961 tot 1962 aan Queensborough Community College in New York en in 1962 aan Brooklyn College. Ook was ze van 1961 tot 1964 onderzoeker aan de New School for Social Research en van 1965 tot 1968 aan het International Study and Research Institute in New York. 
Van 1963 tot 194 werkte ze als attaché voor de Filipijnse missie bij de Verenigde Naties. Aansluitend was ze van 1964 tot 1969 lid van het secretariaat van de Verenigde Naties. In 1969 werd Ramos benoemd als eerste secretaris van de Filipijnse missie bij de Verenigde Naties. Nog hetzelfde jaar was officer in charge van de Filipijnse missie. Van 1969 tot 1974 was ze lid van de Commissie voor de Status van Vrouwen. In 1974 werd ze benoemd tot voorzitter van deze commissie. Van 1974 tot 1978 was ze lid van de Filipijnse delegatie in de Algemene vergadering van de Verenigde Naties. Ook was ze van 1974 tot 1979 was ze namens de Filipijnen lid in de Commissie voor derdewereldlanden. In 1978 was ze bovendien voorzitter van deze commissie. 
Tegelijkertijd was ze van 1975 tot 1978 Filipijns ambassadeur in Roemenië, die in die periode ook geaccrediteerd was als ambassadeur voor Hongarije en de DDR. Aanluitend was ze van 1978 tot 1980 Filipijns ambassadeur in Australië. In 1981 ging ze weer werken voor de Verenigde Naties. Ze werd assistent secretaris-generaal voor sociale ontwikkeling en humanitaire aangelegenheden in Wenen. In 1985 was ze secretaris-generaal van de wereldconferentie van de Verenigde Naties "Decade of Women" in 1985 in Nairobi. Na de val van president Ferdinand Marcos door de EDSA-revolutie in 1986 keerde ze terug naar de Filipijnen, waar ze werd benoemd tot onderminister van Filipijnse Zaken.
Bij de verkiezingen van 1987 deed ze als een van de kandidaten van de partij van de nieuwe president Corazon Aquino mee aan de senaatsverkiezingen en werd ze met een zevende plek gekozen in de Filipijnse Senaat. Bij de verkiezingen van 1992 werd ze herkozen voor nieuwe termijn van zes jaar. In de Senaat was ze voorzitter van diverse Senaatscommissies zoals de Commissie van Buitenlandse Zaken, de Commissie van Onderwijs, Cultuur en kunst, de Commissie van Landbouw en was ze lid van de Commissie van Benoemingen.
Ramos-Shahani bleef tot op hoge leeftijd actief. Zo werd ze in augustus 2016 benoemd in de raad van bestuur van MECO (Manila Economic and Cultural Office). In oktober van hetzelfde jaar uitte ze in de Filipijnse media kritiek op het buitenlandse beleid van president Rodrigo Duterte. Ze adviseerde hem daarbij onder meer om een beginnerscursus diplomatiek te nemen.
Ramos-Shahani overleed in 2017 in St Luke's Medical Center op 87-jarige leeftijd aan de gevolgen van darmkanker. Ze was van 1961 tot 1968 getrouwd met Ranjee Shahani, een Indiaas auteur en hoogleraar, met wie ze drie kinderen kreeg.